# Biascas de Obarra
Biascas de Obarra (Biasques en catalán ribagorzano) es una localidad española situada dentro del municipio de Beranuy, en la Ribagorza, provincia de Huesca, Aragón. Su lengua propia es el catalán ribagorzano.

## Geografía
Biascas de Obarra se encuentra en el valle del río Isábena, a 900 m s. n. m. y a 122 km de Huesca.

## Toponimia
En la colección diplomática del monasterio de Santa María de Obarra el topónimo aparece como Bescheras en 1085 o Bescharas en 1202.

## Historia
Según Agustín Ubieto Arteta, la primera cita es en 1238, recogida en la obra de Ángel Martín Duque Colección diplomática de Obarra (siglos XI-XIII), en Fuentes para la Historia del Pirineo, IV (Zaragoza, 1965), y documenta la variante Beschas.

## Demografía
| Gráfica de evolución demográfica de Biascas de Obarra entre 2000 y 2010 |
|                                                                         |

## Monumentos
- Iglesia parroquial de 1816.[2][3]
- Fuente-abrevadero con arco de medio punto.[2][3]
- Fuentes de San Cristóbal.[3]